# Chen Kui

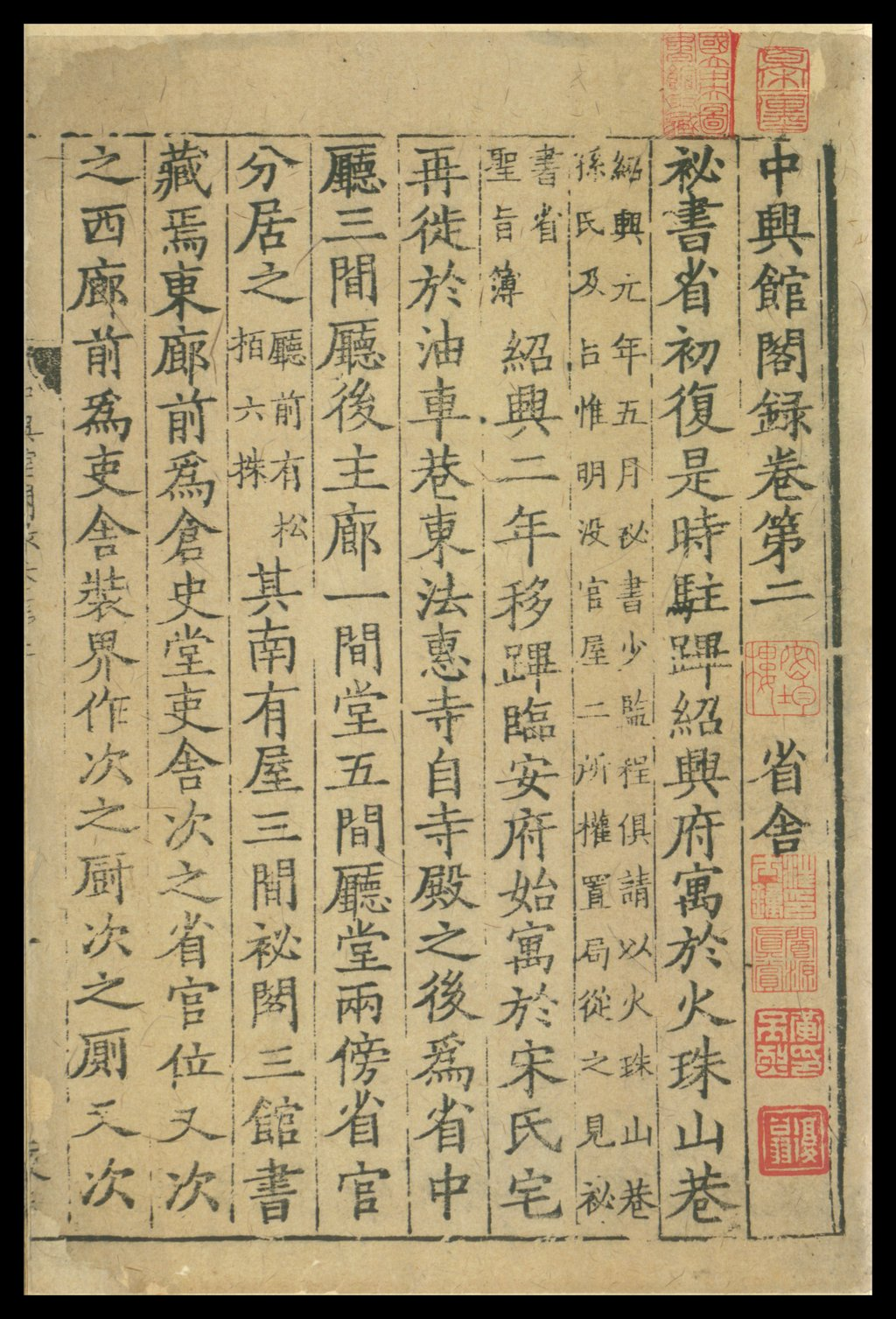
Eerste pagina van de bibliotheekhistoriek van Chen Kui

Chen Kui (陈骙; 1128–1203) was een geleerde die als eerste de Chinese retorica systematisch behandelde in zijn boek Wen Ze ('Regels van het schrijven').

## Biografie
Chen Kui werd geboren onder de zuidelijke Song-dynastie in de stad Linhai. Nadat hij op de jonge leeftijd van 24 de graad van jinshi behaalde, werd hij teboeksteller van de keizerlijke bibliotheek. Na kritiek op de verspilling aan het hof, waar volgens hem veel meer ambtenaren rondliepen dan nodig, werd hij weggepromoveerd naar de provincie. Daar schreef hij in 1170 de Wen Ze, een retorisch handboek dat gretige aftrek zal gevonden hebben bij deelnemers aan het ambtenarenexamen. In 1190 werd hij onder keizer Guangzong secretaris van de keizerlijke bibliotheek, waarvan hij een historiek compileerde (中興館閣錄).

## Wen Ze
Bijzonder aan de Wen Ze (文则) is dat Chen Kui de regels voor de schrijfkunst empirisch afleidde uit de klassieke teksten. Zo zocht hij in het Boek der Liederen naar de principes voor kleurrijke taal en in het Boek der Riten naar heldere taal. Uit de hoofdstukken Tan Gong probeerde hij de juiste zinslengte te destilleren, wat voor zover bekend de eerste kwantitatieve stijlanalyse opleverde in de literatuurwetenschap. Gevonden regelmatigheden probeerde hij toe te passen op nieuwe werken en waar nodig bij te stellen. Hij vond drie stijlen van uiteenzetting: van detail naar conclusie, van hoofdzaak naar detail, en van hoofdzaak via detail naar een herformulering van de hoofdzaak.
Pas in de 21e eeuw verscheen een partiële Engelse vertaling van de tekst.

## Voetnoten
1. ↑  Rens Bod, De vergeten wetenschappen. Een geschiedenis van de humaniora, 2015, p. 180
2. ↑  Andy Kirkpatrick en Zhichang Xu, The Rules of Writing in Medieval China and Europe, in: id., Chinese Rhetoric and Writing. An Introduction for Language Teachers, 2012, p. 51. Gearchiveerd op 16 december 2018.
3. ↑  Rens Bod, De vergeten wetenschappen. Een geschiedenis van de humaniora, 2015, p. 182